# Iacob Tihai
Iacob Tihai (în rusă Яков Дмитриевич Тихай; n. secolul al XIX-lea, Tărăsăuți, gubernia Basarabia, Imperiul Rus – d. 1887, Odessa, Imperiul Rus) a fost un compozitor, liturgist și misionar ortodox rus de origine română.
Împreună cu diaconul Dimitrie Livovschi (sosit în Japonia în 1880), a înființat o școală de muzică liturgică la Tokyo în cadrul Misiunii Ortodoxe Ruse din Japonia cu scopul de a-i educa pe creștinii japonezi cu noile forme de muzică și de a-i instrui pe conducătorii corurilor noilor parohii japoneze.

## Biografie
Iacob Tihai era originar din satul românesc Tărăsăuți din ținutul Hotin, teritoriu din partea de nord a Moldovei care a fost anexat de Imperiul Rus în 1812 și denumit Basarabia. Tatăl său era Dumitru Tihai, administratorul moșiei familiei Sturdza din Noua Suliță și ulterior paraeclesiarh al Catedralei din Bălți, iar mama sa se numea Elisabeta. Fratele său mai mare era viitorul misionar Anatolie Tihai. Iacob Tihai a absolvit cursurile Seminarului Teologic din Chișinău în 1869 și a fost o scurtă perioadă profesor de muzică vocală la Seminarul Teologic din Chișinău. A urmat apoi cursurile Conservatorului din Sankt Petersburg și a devenit liturgist, compozitor și dirijor. A fost discipolul preferat al compozitorului Anton Rubinstein. A îndeplinit o perioadă funcția de dirijor al corului bisericesc al Catedralei „Adormirea Maicii Domnului” din Moscova.
Ieromonahul Anatolie Tihai, fratele său mai mare, l-a recomandat arhimandritului Nikolai Kasatkin, conducătorul Misiunii Ortodoxe Ruse în Japonia, iar Iacob a sosit în Japonia la începutul anului 1874 (sau, după alte surse, la sfârșitul anului 1873) pentru a-l ajuta pe fratele său, care fusese repartizat la parohia din Hakodate. Ieromonahul Anatolie îi succedase arhim. Nikolai în parohia Hakodate, atunci când Nikolai mutase sediul misiunii la Tokyo. Fratele mai tânăr a predat o vreme la Școala catehetică și a devenit un bun cunoscător al limbii japoneze.
Ulterior, Iacob Tihai a fost invitat de Nikolai Kasatkin la sediul misiunii din Tokio pentru a prelua funcția de șef al corului Bisericii Catedrale din Tokio. El a devenit principalul aranjor al muzicii liturgice ruse pe texte traduse în limba japoneză în primele decenii de funcționare a Misiunii Ortodoxe în Japonia, adaptând, împreună cu diaconul Dimitrie Livovschi (fiul preotului din Japca, sosit în Japonia în 1880 și decedat la Yokohama în 1924), cântările bisericești ortodoxe la specificul limbii japoneze. Cei doi sunt autorii majorității partiturilor muzicale folosite în prezent de Biserica Ortodoxă Japoneză.
Sub îndrumarea arhimandritului (ulterior episcop) Nikolai Kasatkin, Iacob Tihai a aranjat muzica pe textele japoneze pentru aproape toate slujbele religioase (Sfânta Liturghie, sărbători majore, botez, înmormântări, prima săptămână a Postului Mare și Săptămâna Patimilor). La fel ca succesorul său, Victor Pokrovski, Iacob a considerat că este necesar să adapteze muzica liturgică pentru a se potrivi diferitelor sensuri și structuri ale limbii japoneze. A fost unul dintre cei mai activi misionari ortodocși din Japonia, după cum a afirmat chiar ministrul cultelor din Rusia în dările de seamă anuale cu privire la Biserica Ortodoxă Rusă. În anul 1884 a fost trecut în subordinea Ministerului de Externe al Rusiei.
Iacob Tihai s-a căsătorit la 7 iunie 1876 cu japoneza Ryo-san (Elena) Yokoi (n. 1855), fiica samuraiului Yokoi Gennemon Tokinaka (care se convertise la credința creștin-ortodoxă în primăvara anului 1876), întemeind astfel prima familie româno-niponă atestată în istorie. Slujba religioasă a fost celebrată de arhimandritul Nikolai Kasatkin. Cei doi soți au avut cinci copii: Ignatie (care a rămas în Rusia pentru a urma cursurile Școlii Navale din Odesa), Dimitrie (care a rămas alături de mama sa și a emigrat ulterior în Statele Unite ale Americii, unde a murit de cancer), Elena (despre care nu există informații), Alexandru și Elisabeta (decedați în 1903 la două săptămâni distanță). Familia lui Iacob Tihai a vizitat Basarabia în 1880 și în 1886, călătorind pe mare din Japonia până la Odesa și apoi cu trenul de la Odesa la Chișinău.
A murit subit în anul 1887 la Odesa, pe drumul de întoarcere al familiei sale. Soția lui și patru din cei cinci copii (mai puțin Ignatie) s-au întors în Japonia. Nu se cunoaște locul unde a fost îmormântat Iacob Tihai.

## Legături externe
- Cântarea Bisericii Ortodoxe în Japonia
- Tropar pascal în trei limbi (în slavonă bisericească, greacă koine și japoneză)